# Symmetroctena leucoprosopa
Symmetroctena leucoprosopa là một loài bướm đêm trong họ Geometridae.